# بوب بيترز
بوب بيترز (بالإنجليزية: Bob Peters)‏ هو لاعب هوكي الجليد كندي، ولد في 1937 في فورت فرانسيس في كندا.